# UFC 131
UFC 131: Dos Santos vs. Carwin è stato un evento di arti marziali miste tenuto dalla Ultimate Fighting Championship l'11 giugno 2011 alla Rogers Arena a Vancouver, Columbia Britannica, Canada.

## Background

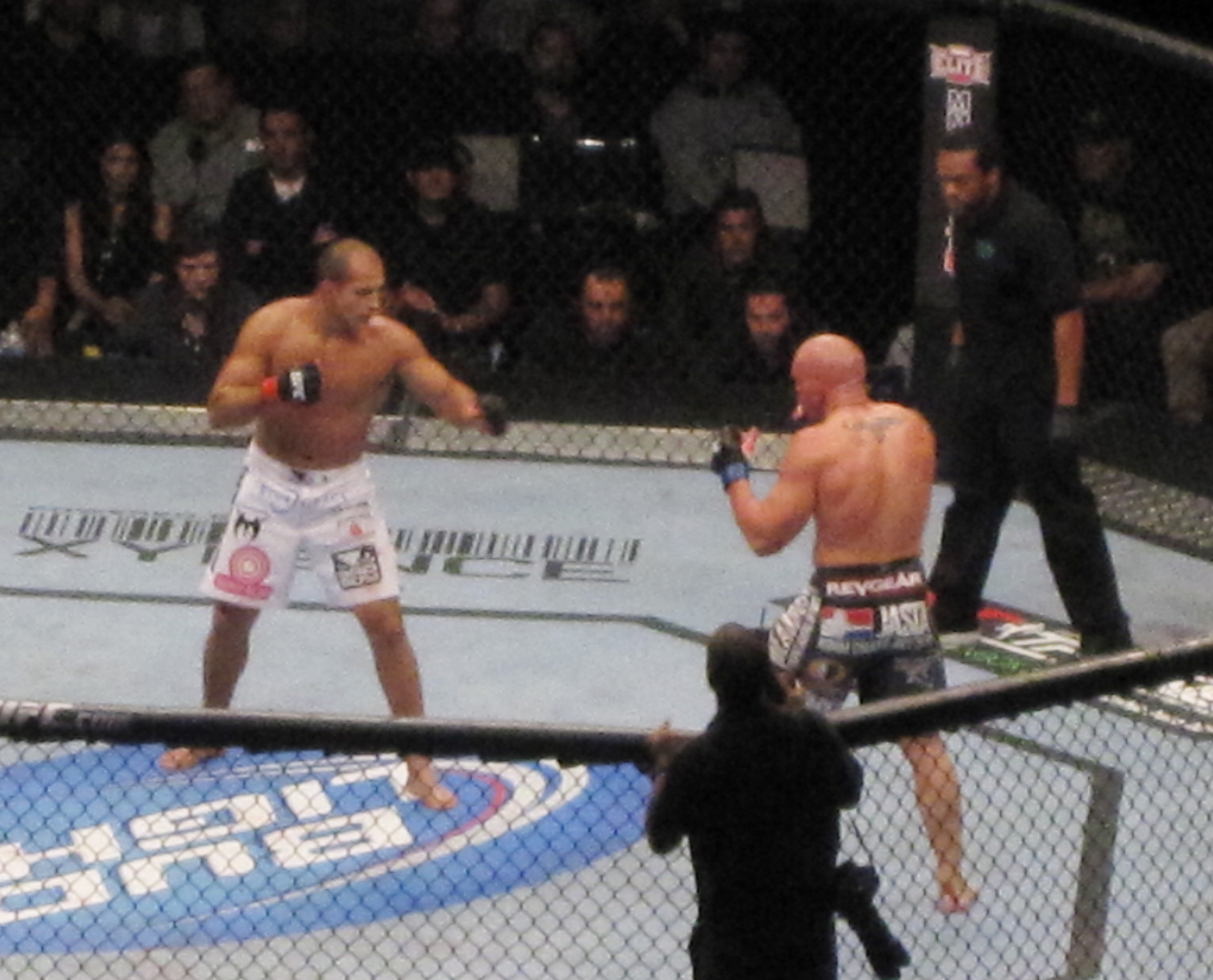
Junior dos Santos sconfisse Shane Carwin per decisione unanime nel main event di UFC 131

Brock Lesnar avrebbe dovuto affrontate originariamente Junior dos Santos dopo essere stati i coach degli opposti team a The Ultimate Fighter 13, ma a causa di una malattia cronica (diverticolite) Lesnar fu rimpiazzato da Shane Carwin. Originariamente Carwin avrebbe dovuto affrontare Jon Olav Einemo in questo evento. Einemo rimase nella card per affrontare Dave Herman che fu tolto dal suo incontro con Joey Beltran. Beltran affrontò invece Aaron Rosa.
Court McGee avrebbe dovuto combattere contro Jesse Bongfeldtma fu costretto a rinunciare a causa di un infortunio subito in allenamento venendo rimpiazzato da Chris Weidman.
Rani Yahya avrebbe dovuto affrontare Dustin Poirier ma fu costretto a rinunciare il 3 maggio 2011 a causa di un infortunio venendo sostituito dal debuttante in UFC Jason Young.
Anthony Perosh avrebbe dovuto sfidare Krzysztof Soszynski in questo evento ma Perosh rinunciò a causa di un infortunio venendo sostituito da Igor Pokrajac. In seguito anche Pokrajac dovette rinunciare a causa di infortuni venendo sostituito da Mike Massenzio.
Il 17 maggio, la rottura di un legamento forzò Mac Danzig fuori dall'incontro con Donald Cerrone. Il debuttante Vagner Rocha rimpiazzò Danzig.
Il debuttante nell'UFC Dave Herman avrebbe dovuto affrontare Rob Broughton in questo evento ma Broughton fu in seguito sostituito da Joey Beltran, che in seguito fu nuovamente rimpiazzato da Jon Olav Einemo dal momento che Carwin sostituì l'infortunato Lesnar.

## Risultati

### Card preliminare
- Incontro categoria Pesi Piuma:  Michihiro Omigawa contro  Darren Elkins

Elkins sconfisse Omigawa per decisione unanime (29–28, 29–28, 30–27).
- Incontro categoria  Pesi Massimi:  Joey Beltran contro  Aaron Rosa

Beltran sconfisse Rosa per KO Tecnico (pugni) a 1:26 del terzo round.
- Incontro categoria Pesi Piuma:  Dustin Poirier contro  Jason Young

Poirier sconfisse Young per decisione unanime (30–27, 30–27, 29–28).
- Incontro categoria Pesi Medi:  Nick Ring contro  James Head

Ring sconfisse Head per sottomissione (strangolamento da dietro) a 3:33 del terzo round.
- Incontro categoria Pesi Mediomassimi:  Krzysztof Soszynski contro  Mike Massenzio

Soszynski sconfisse Massenzio per decisione unanime (30–27, 30–26, 30–27).
- Incontro categoria Pesi Medi:  Jesse Bongfeldt contro  Chris Weidman

Weidman sconfisse Bongfeldt per sottomissione (strangolamento a ghigliottina) a 4:54 del primo round.
- Incontro categoria Pesi Leggeri:  Sam Stout contro  Yves Edwards

Stout sconfisse Edwards per KO (pugno) a 3:52 del primo round.

### Card principale
- Incontro categoria Pesi Leggeri:  Donald Cerrone contro  Vagner Rocha

Cerrone sconfisse Rocha per decisione unanime (30–27, 30–27, 30–26).
- Incontro categoria Pesi Massimi:  Jon Olav Einemo contro  Dave Herman

Herman sconfisse Einemo per KO Tecnico a 3:19 del secondo round.
- Incontro categoria Pesi Medi:  Demian Maia contro  Mark Muñoz

Muñoz sconfisse Maia per decisione unanime (29–28, 29–28, 30–27).
- Incontro categoria Pesi Piuma:  Kenny Florian contro  Diego Nunes

Florian sconfisse Nunes per decisione unanime (29–28, 29–28, 30–27).
- Incontro categoria Pesi Massimi:  Junior dos Santos contro  Shane Carwin

Dos Santos sconfisse Carwin per decisione unanime (30–27, 30–27, 30–26).

## Premi
Ai vincitori sono stati assegnati 70.000$ per i seguenti premi:
- Fight of the Night:  Jon Olav Einemo contro  Dave Herman
- Knockout of the Night:  Sam Stout
- Submission of the Night:  Chris Weidman